# Paradis (is)
 For alternative betydninger, se Paradis (flertydig). (Se også artikler, som begynder med Paradis)
Paradis er en dansk producent af konsumis i Aarhus, med omkring 50 butikker over hele landet, hvoraf de fleste i dag er franchise. Desuden har Paradis Is siden 2009 åbnet seks butikker i Los Angeles, USA. Isen fremstilles af økologisk mælk, fløde, sukker og isbase, produceret af Thise Mejeri.
Den amerikanske drøm var dog udeblevet indtil 2017, og havde i stedet kostet millioner af kroner i underskud, der også trak kædens samlede resultat ned i minus. Håbet var dog at nå op på 15 butikker inden udgangen af 2017. Modsat Danmark, hvor isen fremstilles lokalt, produceres den centralt i USA.

## Historie
Paradis Is blev etableret 2000 af Thor Thorøe, der åbnede en butik på Nørregade i Aarhus. Thor Thorøe blev senere købt ud og i stedet er det danske investeringsselskab, Executive Capital kommet ind i ejerkredsen i 2010, med henblik på gennemførelse af en ambitiøs vækstplan.
Ideen til Paradis Is kom fra de italienske gelateriaer i Rom, hvor atmosfære, kvalitet og glæde går hånd i hånd. Isen blev dog tilpasset til danskernes smag, ved blandt andet at minimere fedtindholdet og benytte friske og naturlige råvarer. Samtidig er konceptet, at isen skal produceres dagligt, så den er så frisk som muligt. I 2003 åbnedes den første Paradis Is-butik i København på Sankt Hans Torv, og det blev en succes, så man allerede året efter åbnede endnu en butik på Frederiksberg. Siden 2005 åbnedes butikkerne som franchine, den første på Amager. De følgende åbåbnede en længere række butikker, seneste nye i Horsens og Århus i 2021.

## Fotogalleri
- Paradis isforretning i Ebeltoft
- Paradis isforretningen på Algade 38, 9000 Aalborg